# Osmia opima
Osmia opima är en biart som beskrevs av Romankova 1985. Osmia opima ingår i släktet murarbin, och familjen buksamlarbin. Inga underarter finns listade i Catalogue of Life.